# Euphorbia lioui
Euphorbia lioui là một loài thực vật có hoa trong họ Đại kích. Loài này được C.Y.Wu & S.J.Ma mô tả khoa học đầu tiên năm 1992.